# Palmer, Texas
Palmer là một thị trấn thuộc quận Ellis, tiểu bang Texas, Hoa Kỳ. Năm 2010, dân số của thị trấn này là 2000 người.

## Dân số
- Dân số năm 2000: 1774 người.
- Dân số năm 2010: 2000 người.